# Magdalena Wunderlich
Magdalena Wunderlich (16 maggio 1952) è un'ex canoista tedesca.

## Palmarès

### Olimpiadi
- 1 medaglia:
  - 1 bronzo (Monaco di Baviera 1972 nel K-1[1])